# Diplazium sylvaticum
Diplazium sylvaticum är en majbräkenväxtart som först beskrevs av Jean Baptiste Bory de Saint-Vincent och som fick sitt nu gällande namn av Olof Peter Swartz.
Diplazium sylvaticum ingår i släktet Diplazium och familjen Athyriaceae. Utöver nominatformen finns också underarten Diplazium sylvaticum pinnae-ellipticum.